# W czas posuchy
W czas posuchy (ang. In a Dry Season) – powieść kryminalna z 1999, autorstwa brytyjskiego pisarza Petera Robinsona.

## Fabuła
Jest dziesiątą częścią kryminalnej serii z inspektorem Alanem Banksem. Sprawa dotyczy zwłok znalezionych pod podłogą szopy w osadzie Hobb's End, która w 1953 została zalana przez wody zalewu Thornfield, a współcześnie do akcji powieści, z uwagi na suszę i brak wody w zalewie, ponownie ujrzała światło dzienne. Zwłoki znalazł przypadkowo bawiący się w ruinach chłopiec. Okazało się, że szkielet należy do brutalnie zamordowanej młodej kobiety. Ślady prowadzą do okresu II wojny światowej, kiedy to w okolicach wioski przebywali żołnierze kanadyjscy i amerykańscy.

## Nagrody i opinie
Powieść otrzymała następujące nagrody:
- w 2000 - Anthony Award,
- w 2000 - Barry Award,
- w 2001 - Martin Beck Award – Svenska Deckarakademin,
- w 2001 - Grand prix de littérature policière[2]

Stephen King określił serię z inspektorem Banksem jako być może najlepszą serię brytyjską od czasu powieści Patricka O’Briana.